# Truppenpraxis, Wehrausbildung
Truppenpraxis, Wehrausbildung – Zeitschrift für Führung, Ausbildung und Erziehung war eine vom Bundesministerium der Verteidigung (BMVg) herausgegebene Zeitschrift von 1995 bis 2000. Sie erschien im Verlag Offene Worte in Hamburg (anfangs Bonn und Herford).
Die Zeitschrift entstand aus der Fusion der beiden seit den 1950er Jahren ebenfalls vom BMVg herausgegebenen Zeitschriften Truppenpraxis und Wehrausbildung.